# Giuseppe Turini
Giuseppe Turini (San Miniato, 10 marzo 1927 – Massa Marittima, 21 febbraio 2018) è stato un politico italiano.

## Biografia
Nato a San Miniato nel 1927 e residente a Follonica.
Si arruolò da giovanissimo come volontario nel Battaglione Lupo della Decima flottiglia Mas; nei mesi finali della Seconda guerra mondiale fu prigioniero nel campo di Coltano.
È stato eletto al Senato della Repubblica nel collegio di Grosseto per tre legislature (XI, XII, XIII) tra il 1992 e il 2001, prima nelle file del Movimento Sociale Italiano e poi di Alleanza Nazionale.
È deceduto il 21 febbraio 2018, all'età di 90 anni, presso l'ospedale Sant'Andrea di Massa Marittima.